# Confederación Española de la Pequeña y Mediana Empresa
La Confederación Española de la Pequeña y Mediana Empresa (CEPYME) fue creada el 22 de septiembre de 1977 como una organización profesional de carácter confederativo e intersectorial, de ámbito nacional, para la defensa, representación y fomento de los intereses de la pequeña y mediana empresa y el empresario autónomo en España.
CEPYME está reconocida como la organización empresarial más representativa en el ámbito estatal, así como representa a las pymes españolas en la Unión Europea. También participa en actividades de otra índole internacional, por su carácter representativo empresarial nacional.
Entre las funciones de CEPYME se encuentran la atención a las necesidades de información, asesoramiento, asistencia técnica, investigación y perfeccionamiento de las organizaciones, empresas y empresarios afiliados, estudiando y divulgando cuantos temas puedan afectar a la potenciación de la pequeña y mediana empresa.
CEPYME está integrada por un centenar de organizaciones empresariales territoriales y sectoriales, y es miembro de la Confederación Española de Organizaciones Empresariales (CEOE) desde 1980. 
El presidente de CEPYME es automáticamente uno de los vicepresidentes de la CEOE, tal y como establecen los estatutos de esta. Su sede está en Madrid.

## Órganos de gobierno
El gobierno de la confederación está a cargo de la Asamblea General, la Junta Directiva, el Comité Ejecutivo y la Presidencia.
La Asamblea General es el órgano soberano de la confederación, en el que están representadas todas y cada una las organizaciones miembro, las cuales a su vez también tienen representación en la Junta Directiva, que es el órgano ordinario de gestión de la confederación.
El Comité Ejecutivo es el órgano colegiado de permanente actuación en la dirección, gestión y administración de la confederación. Su número de miembros no excede de veintiséis y está integrado por el presidente, vicepresidentes y vocales elegidos por la Asamblea General para un mandato de cuatro años.
El presidente es el cargo de mayor rango de la confederación, correspondiéndole la representación de la misma y la adopción de las decisiones necesarias para la ejecución y cumplimiento de los objetivos de la misma.

## Estatutos
Los estatutos de CEPYME establecen como fines y funciones de la confederación:
- Fomentar y defender el sistema de libre iniciativa y la economía de mercado.

- Cooperar con la administración pública y los sindicatos de trabajadores en orden a conseguir un crecimiento estable dentro del entorno de paz social necesaria y el logro de un adecuado nivel de calidad de vida.

- Actuar en defensa de los intereses de la pequeña y mediana empresa, con absoluta independencia de la administración pública y de cualquier grupo de presión o partido político.

- Postular un modelo económico en el que la redistribución de rentas no interfiera con la adecuada utilización de los recursos, incluida la capacidad empresarial, y en el que la pequeña y mediana empresa, tenga los medios necesarios para desempeñar el importante papel económico y social que le corresponde.

- Servir de órgano de unión y coordinación de las organizaciones, empresas y empresarios afiliados, fomentando el espíritu de solidaridad entre los mismos.

- Asumir la representación y defensa de la pequeña y mediana empresa ante el Estado y cuantas instituciones nacionales e internacionales corresponda.

- Negociar con las centrales sindicales cuantos acuerdos en materias sociolaborales y económicas fueran precisos, en la medida y modo que definan los órganos de gobierno de la confederación.

- Canalizar la representación de la pequeña y mediana empresa en los órganos de participación, cualquiera que sea su ámbito.

- Atender las necesidades de información, formación, asesoramiento, asistencia técnica, investigación y perfeccionamiento de la empresa y los empresarios afiliados, estudiando y divulgando cuantos temas puedan afectar a la potenciación de la pequeña y mediana empresa.

- Promover, gestionar y llevar a cabo, por su o a través de terceros, cuantas actividades o servicios de naturaleza social, profesional, económica, asistencia, o de previsión, sean acordados por los órganos de gobierno en interés de sus afiliados.

- Instar y colaborar en la creación de instituciones, fundaciones, clubes o sociedades que tienda a conseguir los fines de la confederación.

## Listado de presidentes
1. Agustín Rodríguez Sahagún: septiembre de 1977-marzo de 1978, momento en el que fue nombrado ministro de Industria.
2. Luis González Cascos: marzo de 1978-diciembre de 1978.
3. Javier González-Estéfani: diciembre de 1978-septiembre de 1982.
4. Juan Jiménez Aguilar: presidente en funciones entre septiembre de 1982-enero de 1983 (presidente en funciones); enero de 1983-junio de 1984 (presidente).
5. Ángel Panero: junio de 1984-junio de 1990.
6. Manuel Otero Luna: junio de 1990-marzo de 1998.
7. Antonio Masa: marzo de 1998-mayo de 2002.
8. Jesús Bárcenas: mayo de 2002-junio de 2010.
9. Jesús Terciado: junio de 2010-septiembre de 2014.
10. Antonio Garamendi: septiembre de 2014-enero de 2019 (nombrado presidente de la CEOE en noviembre de 2018).
11. Gerardo Cuerva: enero de 2019-mayo de 2025.[1]
12. Ángela de Miguel: mayo de 2025-actualidad[2] (primera mujer en ganar las elecciones de CEPYME).